# Henrik Djernis
Henrik Djernis (født 22. april 1966 i Svebølle) er en dansk tidligere professionel dansk cykelrytter.
Karrierens højdepunkt blev nået med intet mindre end tre verdensmesterskaber i mountainbike på stribe (1992-94) samt et verdensmesterskab i cyklecross i 1993. Derudover er han mangedobbelt dansk mester i både cyklecross og mountainbike. Henrik Djernis stod oftest øverst på podiet, men har også en sølv og bronzemedalje fra VM i cyklecross på listen over resultater – samt en sølvmedalje til VM i MTB. Henrik Djernis var især kendt for sin sublime teknik.